# Vononesta biangulata
Vononesta biangulata is een hooiwagen uit de familie Cosmetidae.